# Watch Dogs 2
Watch Dogs 2 (eigene Schreibweise WATCH_DOGS 2) ist ein Open-World-Action-Adventure von Ubisoft und der Nachfolger von Watch Dogs. Das Spiel erschien am 15. November 2016 für die PlayStation 4 und Xbox One sowie am 29. November 2016 für Microsoft Windows. In einer fiktionalisierten Version der San Francisco Bay Area wird das Spiel aus der Perspektive einer dritten Person gespielt und seine offene Welt ist zu Fuß oder mit dem Fahrzeug erkundbar. Die Spieler kontrollieren Marcus Holloway, einen Hacker, der mit der Hacker-Gruppe DedSec zusammenarbeitet, um das fortschrittliche Überwachungssystem der Stadt namens ctOS auszuschalten.

## Handlung
Nach den Ereignissen von Chicago aus dem Vorgängerspiel wird San Francisco die nächste Stadt, in der das ctOS (engl. central Operating System) installiert wird, das jeden mit allem verbindet. Der Hacker Marcus Holloway wird für ein Verbrechen bestraft, das er nicht mit dem aktualisierten ctOS (ctOS 2.0) begangen hat, das ihn als Verdächtigen kategorisiert. Indem das System heimlich den unschuldigen Bürgern von San Francisco schadet, beschließt er, mit der Hacker-Gruppe DedSec zusammenzuarbeiten, um das ctOS 2.0 und die Firma Blume, welche dahinter steht, auszuschalten. Marcus tritt der Hacker-Gruppe DedSec bei und arbeitet mit den Hackern Sitara, Wrench, Horatio und Josh zusammen und nutzt ihre Fähigkeiten, um korrupte Organisationen und Unternehmen zu entlarven, die gestohlenen Daten des ctOS-Personals für ihre eigenen Zwecke zu nutzen. Das Spiel beginnt damit, dass Marcus, auch bekannt durch seinen Hacker-Alias „Retr0“, einen Test durchführt, der verlangt, dass er sein eigenes ctOS-Profil löscht. In DedSec aufgenommen, wird er auf eine Kirche namens New Dawn aufmerksam gemacht, die als kriminelle Organisation operiert, danach dient Marcus hauptsächlich dazu, das Bewusstsein für die Ziele der Hacker durch Social Media und Hacks zu wecken, um genug Computer zu bekommen, um Blume zu Fall zu bringen. Schließlich stolpern sie über die Existenz einer unterschwelligen Nachricht und Bellwether, einem Datenmanipulationsprogramm, das von Dušan Nemec, Blumes CTO, mit ctOS-Daten gefüttert wird, um die Weltfinanzen und Politik zu manipulieren. Später gelingt es DedSec, Raymond „T-Bone“ Kenney zu rekrutieren, der entschlossen ist, Blume drei Jahre nach dem Angriff auf das ctOS in Chicago zu bekämpfen.
Mit seiner Hilfe gelingt es DedSec, die Korruption des FBI und zahlreicher Silicon-Valley-Unternehmen durch das Hacken ihrer Dateneinrichtungen aufzudecken. Als er erfuhr, dass Blume ein Satellitennetzwerk installieren will, das Unterwasser-Datenkabel umgehen soll, wodurch Blume ein Monopol auf die gesamten elektronischen Daten und Börsen der Welt erhalten würde, infiltrieren sie das Startgebiet eines der Satelliten, um eine Hintertür zu installieren. Um Blume und Dušan endgültig zu Fall zu bringen, bricht Marcus in alle internationalen Hauptquartiere von Blume und schließlich in ihr Hauptquartier in San Francisco ein. Dort hackt er ihre Server, um die Existenz von Bellwether und Dušans Korruption aufzudecken. Dušan wird wegen Betrugs verhaftet und Blume wird untersucht, während DedSec beschließt, ihren Kampf gegen Blume fortzusetzen. In einer erweiterten Endszene, die in einem Post-Release-Patch hinzugefügt wurde, stellen zwei nicht identifizierte Individuen fest, dass weltweit mehr DedSec-Zellen und Hacktivistengruppen als Reaktion auf den Blume-Skandal entstanden sind und es an der Zeit ist, ihre eigenen Pläne in die Tat umzusetzen.

## Synchronisation
| Rolle           | Deutscher Synchronsprecher |
| --------------- | -------------------------- |
| Marcus Holloway | Ricardo Richter            |
| Wrench          | Tobias Diakow              |
| Sitara          | Sara Kelly-Husain          |
| Josh            | Maximilian Belle           |
| T-Bone          | Matti Klemm                |
| Horatio         | Jan-David Rönfeldt         |
| Dusan           | Stephan Schwartz           |
| Miranda         | Tobias Kluckert            |
| Lenni           | Martina Treger             |
| Jimmy Siska     | Tim Moeseritz              |

## Spielprinzip und Technik
Ähnlich wie sein Vorgänger ist Watch Dogs 2 ein Action-Adventure-Spiel mit Stealth-Elementen. Die Bay Area besteht aus vier verschiedenen Bereichen: San Francisco, Oakland, Marin und Silicon Valley, die alle unterschiedliche Eigenschaften haben. Marcus hat verbesserte akrobatischen Fähigkeiten und die Fähigkeit, in der Stadt Parkour zu laufen. Der Spieler kann verschiedene Methoden verwenden, um sich den Missionen des Spiels zu nähern, indem er zwischen dem aggressiven Ansatz wählt, bei dem er Gegner mit Waffen besiegt, die mit einem 3D-Drucker hergestellt werden können oder der Spieler kann den Stealth-Ansatz verwenden, bei dem er sich den Feinden entziehen oder sie vorübergehend mit einem Taser paralysieren kann.

### Multiplayer
Der Multiplayer kehrt in Watch Dogs 2 zurück. Das Spiel bietet einen nahtlosen kooperativen Multiplayer-Modus, in dem Spieler sich mit anderen zufälligen Spielern treffen und interagieren können. Sie können die offene Welt erkunden und gemeinsam Missionen erfüllen, was auch Spielern helfen wird, Follower zu gewinnen. Das Spiel verfügt über ein Emote-System, das es den Charakteren der Spieler ermöglicht, durch einfache Gesten miteinander zu kommunizieren. Es bietet außerdem vier wettbewerbsfähige Multiplayer-Modi:
- Koop: Im Koop-Modus kann gemeinsam mit einem Mitspieler die Welt erkundet und spezielle Koop designte Nebenmissionen absolviert werden. Dabei werden die Aufträge zufällig generiert, sodass immer andere Ziele erfüllt werden und andere Gegner bekämpft werden müssen. Die Hauptstory kann nicht im Koop gespielt werden.

- Kopfgeldjäger: Bei diesem Modus wird der Träger des Kopfgeldes von der Polizei und bis zu zwei anderen Spielern gejagt. Das Ziel ist es, zu entkommen, während die Jäger versuchen müssen, das Ziel zu eliminieren. Dabei kann der Gejagte von einem Koop-Partner unterstützt werden.

- Hacker-Invasion: In diesem Spielmodus steigt ein Spieler in das laufende Spiel eines anderen Spielers und versucht, ihn heimlich zu hacken. Währenddessen muss der Spieler der Session den Eindringling finden und töten.

- Rennen: Dieser Modus wurde in einem Update hinzugefügt. Hier treten bis zu vier Spieler gegeneinander an, um mit Dronen, E-Karts, Booten und Motorrädern ins Ziel zu kommen.

## Entwicklungs- und Veröffentlichungsgeschichte
| Inhalt                         | Standard | Deluxe | Gold | San Francisco | Wrench Jr-Roboter | The return of Dedsec |
| ------------------------------ | -------- | ------ | ---- | ------------- | ----------------- | -------------------- |
| Das Spiel                      | Ja       | Ja     | Ja   | Ja            | Ja                | Ja                   |
| Digitaler Inhalt               | Nein     | Ja     | Ja   | Ja            | Ja                | Ja                   |
| Season pass                    | Nein     | Nein   | Ja   | Nein          | Ja                | Ja                   |
| Lithographien                  | Nein     | Ja     | Nein | Ja            | Nein              | Ja                   |
| Karte von San Francisco        | Nein     | Ja     | Nein | Ja            | Nein              | Ja                   |
| Dedsec Laptop Sticker          | Nein     | Nein   | Nein | Ja            | Nein              | Ja                   |
| Marcus Figurin                 | Nein     | Nein   | Nein | Ja            | Nein              | Nein                 |
| Marcus' And Replica Foulard    | Nein     | Nein   | Nein | Nein          | Nein              | Ja                   |
| Exclusives 64-seitiges Artbook | Nein     | Nein   | Nein | Nein          | Nein              | Ja                   |
| Dedsec Marcus Figur            | Nein     | Nein   | Nein | Nein          | Nein              | Ja                   |
| Wrench Jr-Roboter              | Nein     | Nein   | Nein | Nein          | Ja                | Nein                 |

Der nächste Serienteil Watch Dogs: Legion erschien am 29. Oktober 2020 für die Spielkonsolen PlayStation 4 und Xbox One sowie Windows-PCs.

## Rezeption
Watch Dogs 2 erhielt größtenteils positive Bewertungen. Die Rezensionsdatenbank Metacritic aggregiert für die PC-Version 16 Rezensionen zu einem Metascore von 75.